# Rusko-turecká válka (1787–1792)
Rusko-turecká válka 1787–1792 byl ozbrojený konflikt mezi Ruskem a Osmanskou říší, která chtěla získat území ztracená v roce 1774 poté, co prohrála válku s Ruskem.
V roce 1786 předvedla ruská carevna Kateřina Veliká s císařem Josefem II. demonstraci síly proti Turecku, když se setkali na obsazeném Krymu. Turecko tuto událost vzalo jako nehorázné porušení smlouvy z Küçük Kaynarca a s diplomatickou podporou Francie a Velké Británie v srpnu 1787 vyhlásilo Rusku válku. V únoru 1788 přišlo na pomoc Kateřině II. Rakousko.
V roce 1789 turecká armáda obsadila Banát, zatímco Rusové napadli Moldavsko. Polní maršál Pjotr Rumjancev získal Jasy a Chotyn. V zimě Rusové vedení Grigorijem Potěmkinem vedli zdlouhavé obležení Očakivu, které vyvrcholilo masakrem obránců (včetně zavražděných žen a dětí). Po zprávě o porážce zemřel sultán Abdulhamid I.
Rusové porazili turecká vojska s pevnostmi Bendery a Akerman, dále rakouský polní maršál Ernst Gideon von Laudon získal Bělehrad. V roce 1790 byla turecká pevnost Izmail dobyta pod vedením Alexandra Suvorova. Ruský Admirál Fjodor Ušakov porazil tureckou flotilu v sérii bitev: u Fidonisi, Tendry, Kerčského průlivu a v blízkosti mysu Kaliakra. Rusové obsadili i důležitý černomořský přístav Anapa. Ke všemu zlému se Turci nikdy nedočkali pomoci od Pruska, se kterým 31. ledna 1790 uzavřeli smlouvu namířenou proti Rusku a Rakousku.
Mladý sultán Selim III. byl nucen 9. ledna 1792 podepsat mír v Jasech, na jehož základě Rusku zůstal Krym a ještě připadl Jedisan. Turecko-ruská hranice byla řeka Dněstr. Rusko mohlo nyní přesunout svoji armádu do Polska, kde roku 1792 vypukla polsko-ruská válka.